# Panzerzug No. 1
Der Panzerzug No. 1 (englisch: No. 1 Armored Train) war der erste kanadische Panzerzug zur Zeit des Zweiten Weltkrieges.

## Geschichte
Nachdem die japanischen Truppen am 6. Dezember 1941 den U.S. amerikanischen Flottenstützpunkt Pearl Harbor angegriffen hatten, befürchtete die kanadische Regierung einen japanischen Angriff. Man ging davon aus, dass sie den Hafen von Prince Rupert (British Columbia) angreifen würden. Zur damaligen Zeit war Prince Rupert nur durch eine Eisenbahnlinie mit dem Landesinneren verbunden. Diese Strecke verlief 145 km entlang des schiffbaren Skeena River. Um die Gefahr eines japanischen Eindringens in den Hafen zu verhindern, beschloss das Verteidigungsministerium, einen Panzerzug zu bauen. Dieser sollte auf der Eisenbahnstrecke patrouillieren und als schnelle Eingreiftruppe fungieren.
Im April 1942 wurde die Canadian National Railway (kurz: C.N.) gebeten, das erforderliche Rollmaterial samt Lokomotive zur Verfügung zu stellen. Das Verteidigungsministerium besorgte die Panzerplatten und Bewaffnung und übergab sie an die Werkstätten der C.N. in Transcona (Manitoba). Schon bei den Bauarbeiten stellten sich die ersten Herausforderungen ein. Zwar konnte die Lokomotive das Gewicht der Panzerzüge tragen und bewegen, jedoch waren die Gleise dafür nicht ausgelegt. Während der Jungfernfahrt des Panzerzuges wurden die Schienen aus den Schwellen gerissen und der Panzerzug musste in Dugald, wenige Kilometer östlich von Transcona, stehen bleiben.
Nachdem der Panzerzug auf der Strecke patrouillierte, stellte man zwar fest, dass die Geschütze durch die Tunnel passten, die Strecke an sich jedoch schlecht ausgebaut sei. In Kurven musste der Panzerzug auf 15 km/h abbremsen. Daraufhin stellte der Panzerzugkommandant den Panzerzug in Frage, da ein Trupp marschierender Soldaten die Strecke ebenso schnell hinter sich bringen konnte.

## Technische Daten

### Lokomotive

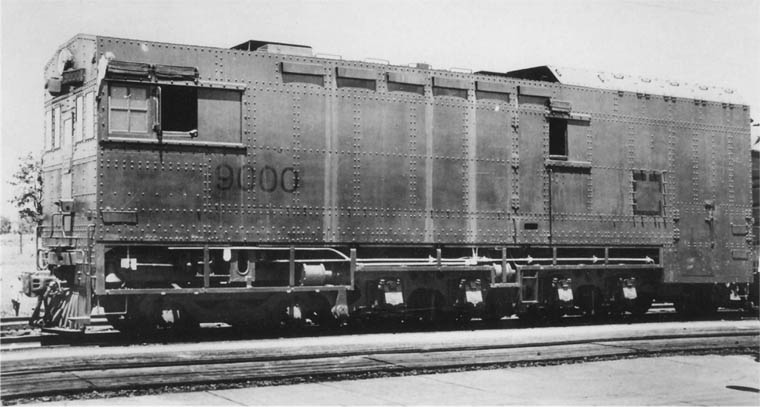
Gepanzerte CNR 9000

Die erste Planung für die Zugmaschinen waren die beiden dieselelektrischen Lokhälften der CNR-Klasse V1, wobei eine als Reserve diente. Die von der C. N. zur Verfügung gestellten Lokomotiven verfügten jedoch über keine Motoren. Aus diesem Grund wandte sich das Verteidigungsministerium an die U.S. Navy und bat um Ersatzmotoren. Die Navy versprach eine Lieferung von Motoren in den nächsten zwei bis vier Monaten. Am 10. September 1943 wurden die Dieselmotoren geliefert. Ab dem 21. November, nachdem der komplette Zug gewartet und umgebaut wurde, waren die dieselelektrischen Lokomotiven bereit für den Einsatz.
Die Panzerplatten der Lokomotiven hatten eine Stärke von 8–16 mm. Die erste Lokomotive wurden soweit umgebaut und getarnt, dass sie aus der Luft wie ein Güterwagen aussah. Die zweite wurde nicht umgebaut und diente lediglich als Ersatzteilspender.
Da sich der Rest des Panzerzuges schnell fertigbauen ließ, wurde zu Beginn eine ungepanzerte Dampflokomotive genutzt. Diese leistete ihren Dienst bis September 1943 und wurde danach neu zugeteilt.

### Artilleriewagen
Der Panzerzug No. 1 verfügte über zwei Artilleriewagen. Diese waren zwei ehemalige Flachwagen und befanden sich je an der Spitze und am Ende des Panzerzuges. Das Geschütz war auf der Stirnseite des Wagens montiert und konnte somit nach vorne, beziehungsweise hinten absichern. Die Bewaffnung bestand aus einer 7,5-cm-Kanone. Zusätzlich verfügten die Wagen an der anderen Stirnseite über zwei große Suchscheinwerfer. 
Wenn die Geschütze auf den Artilleriewagen schwenkten, kam es oftmals vor, dass die Soldaten vom Panzerzug geworfen wurden.

### Flakwagen

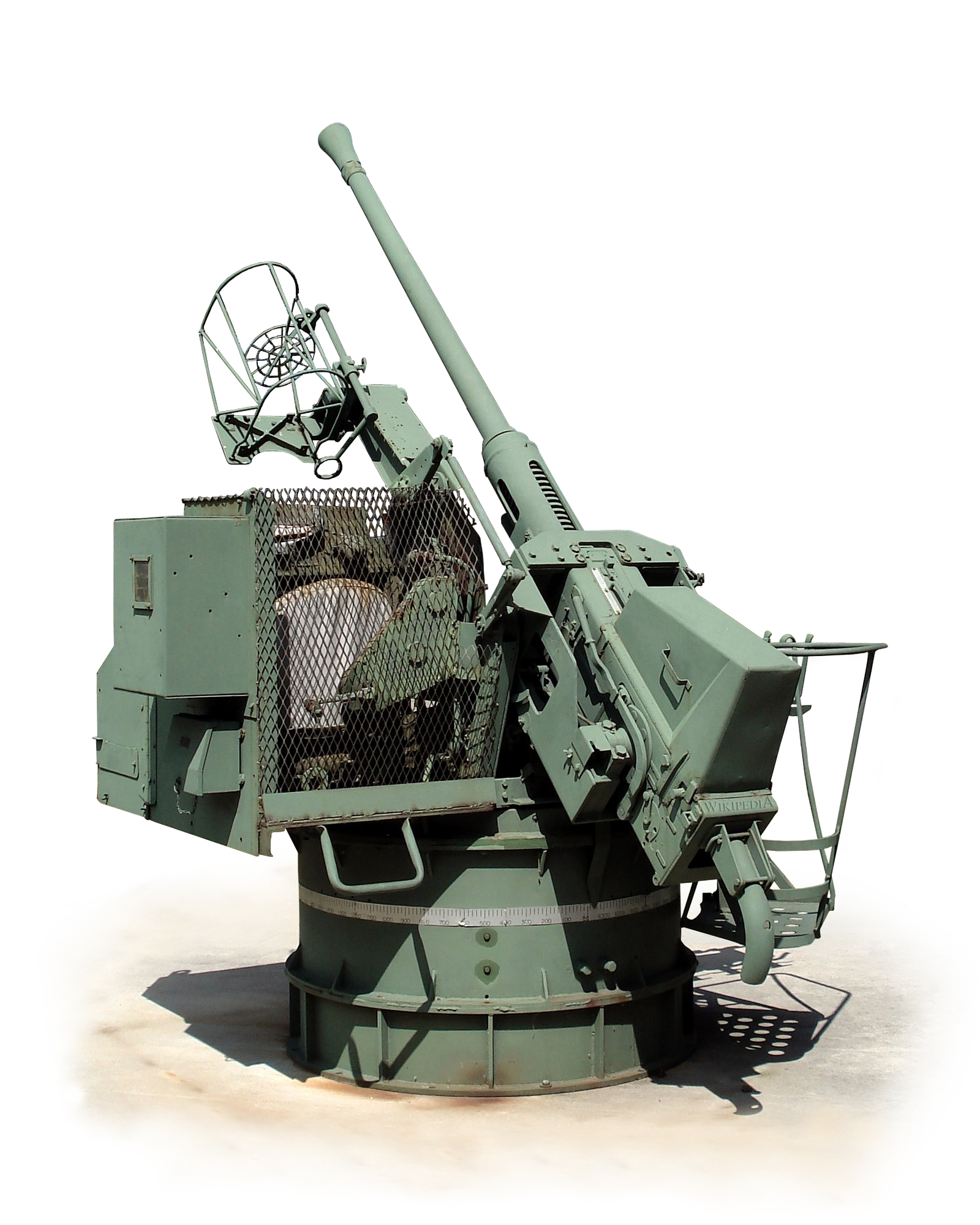
Bofors 40-mm L/60 Flak

Weiterhin verfügte der Panzerzug No. 1 über zwei Flakwagen, welche direkt hinter den Artilleriewagen angekoppelt waren. Diese waren ehemalige Flachwagen und verfügten über je zwei Bofors 40-mm L/60 Flak.

### Sturmwagen
Der Sturmwagen für die Infanterie war ein ehemaliger Kastenwagen, welcher umgebaut wurde. Somit bot er Platz für die freien Mannschaften und der Ausrüstung.
Der zweite identische Wagen wurde zu einem Küchen- und Speisewagen umgebaut.

## Einsatz
Aufgrund technischer Probleme mit den dieselelektrischen Lokomotiven wurde der Panzerzug mit einer ungepanzerten Dampflokomotive von Terrace (British Columbia) aus auf den Weg geschickt. Am 28. Juli 1942 kam der Panzerzug dann das erste Mal in Port Rupert an. Zu dieser Zeit verschärfte sich die Angst vor einer japanischen Invasion, da einen Monat zuvor ein japanisches U-Boot die Felsen von Estevan Point auf Vancouver Island beschossen hatte. Bei der Ankunft wurde der Panzerzug von der A-Kompanie der Winnipeg Grenadiers übernommen. Der erste Einsatztag des Panzerzuges war offiziell der 29. Juli 1942.
Die erste Einsatzfahrt führte den Panzerzug dann zurück nach Terrace. Dabei legte er eine Strecke von 311 km mit einer Geschwindigkeit von 40 km/h zurück. Diese wurde jedoch auf 32 km/h reduziert, um das Material zu schonen. Alles in allem dauerte die Fahrt hin und zurück 13 Stunden. Zu Beginn seiner Dienstzeit legte der Zug diese Strecke täglich zurück.
Zwischen September und November 1942 wurde der Panzerzug in den Werkstätten in Vancouver umgebaut und verbessert. Ab dem 21. November 1942 war er wieder einsatzbereit und patrouillierte bis zum 17. September 1943 auf der Strecke.
Aufgrund der erfolgreichen Offensiven der U.S. Navy wurde die japanische Bedrohung an der Küste von Kanada als immer geringer angesehen. Aus diesem Grund wurde der Panzerzug No. 1 am 5. Oktober 1943 außer Dienst genommen und zur Abwrackung nach Pacific gebracht. Dort blieb er bis September 1944 und wurde dann endgültig abgewrackt.

## Zugzusammensetzung
Die Zugzusammensetzung wird von vorne nach hinten aufgeführt.
- Artilleriewagen
- Flakwagen
- Sturmwagen
- Lokomotive
- Küchen- / Speisewagen
- Flakwagen
- Artilleriewagen

## Zugpersonal
Die Besatzung des Panzerzuges stellte die A-Kompanie der Winnipeg Grenadiers. Insgesamt waren das fünf Offiziere und 145 Unteroffiziere und Mannschaften. Diese Männer kannten sich jedoch kaum mit der Bedienung der Geschütze aus, woraufhin diese während der Fahrten üben und trainieren musste. Ein kleiner Teil der Besatzung wurde von der C.N. gestellt. Darunter waren ein Lokführer, ein Heizer, ein Schaffner und zwei Bremser. 
- Panzerzugkommandant Hauptmann Norman Keith Gateson